# Katteri, Pandavapura
Katteri là một làng thuộc tehsil Pandavapura, huyện Mandya, bang Karnataka, Ấn Độ.